# Hoshizora no Live: The Best of Acoustic Ballade
Hoshizora no Live: The Best of Acoustic Ballade és el primer àlbum en directe de la cantant japonesa Misia, que es va editar el 22 d'octubre de 2003. Va vendre'n 72.351 còpies durant la primera setmana i es va situar a la segona posició de les llistes japoneses L'àlbum compta amb enregistraments en viu de concerts acústics de Misia a l'aire lliure, celebrats a Okinawa el 15 i el 16 d'agost de 2003.
L'àlbum va aconseguir la certificació de platí de la RIAJ al vendre'n més de 250.000 còpies.

## Llista de cançons
| Núm. | Títol | Durada |
| ---- | --- | ------ |
| 1.   | «Nemurenu Yoru wa Kimi no Sei (眠れぬ夜は君のせい, My Sleepless Nights Are Your Fault)» (from Kiss in the Sky)                  | 6:57   |
| 2.   | «Escape» (from Marvelous) | 6:09   |
| 3.   | «Ano Natsu no Mama de (あの夏のままで, Just Like That Summer)» (from Marvelous)                                                 | 6:08   |
| 4.   | «Mekubase no Burūsu (めくばせのブルース, Winking Blues)» (from Kiss in the Sky Kanzenban Limited Edition)                       | 4:36   |
| 5.   | «The Best of Time» (from Slow Jam: Sweet Ballade Collection)                                                                    | 5:39   |
| 6.   | «It's Just Love» (from Love Is the Message)                                                                                     | 6:45   |
| 7.   | «Everything» (from Marvelous)                                                                                                   | 6:46   |
| 8.   | «Kisu Shite Dakishimete (キスして抱きしめて, Kiss and Hold me)» (from Mother Father Brother Sister)                             | 6:30   |
| 9.   | «Tsutsumikomu Yō ni... (つつみ込むように…, Like Being Wrapped Up...)» (from Mother Father Brother Sister)                       | 6:31   |
| 10.  | «Kokoro Hitotsu (心ひとつ, One Heart)» (from Mars & Roses)                                                                      | 5:04   |
| 11.  | «Toki o Tomete (時をとめて, Stop Time)» (from Marvelous)                                                                        | 5:16   |
| 12.  | «Tobikata wo Wasureta Chiisana Tori (飛び方を忘れた小さな鳥, The Small Bird Who's Forgotten How to Fly)» (from Kiss in the Sky) | 4:29   |
| 13.  | «Hoshi no Furu Oka (星の降る丘, Starry Hill)» (from Mother Father Brother Sister)                                               | 5:52   |

## Llistes

### LlistaOriconde vendes
| Llançament      | Llista                          | Posició | Vendes debut | Vendes totals | Duració     |
| --------------- | ------------------------------- | ------- | ------------ | ------------- | ----------- |
| 22 octubre 2003 | Llista Oricon diària d'àlbums   | 2       |              |               |             |
| 22 octubre 2003 | Llista Oricon setmanal d'àlbums | 2       | 72.351       | 209.538       | 16 setmanes |
| 22 octubre 2003 | Llista Oricon mensual d'àlbums  | 5       |              |               |             |
| 22 octubre 2003 | Llista Oricon anual d'àlbums    | 96      |              |               |             |

### Llista de vendes físiques
| Llista                              | Posició |
| ----------------------------------- | ------- |
| lista Oricon diària d'àlbums        | 2       |
| Llista Oricon setmanal d'àlbums     | 2       |
| Llista Oricon mensual d'àlbums      | 5       |
| Llista Soundscan d'àlbums(Només CD) | 2       |